# Maurice Baring
Maurice Baring (* 27. April 1874 in London; † 14. Dezember 1945 in  Beaufort Castle (Inverness)) war ein britischer Schriftsteller.

## Biografie
Baring stammte aus der Baring-Familie. Der fünfte Sohn des Bankiers Edward Baring und der Louisa Emily Charlotte Bulteels studierte nach dem Besuch von Eton am Trinity College, Cambridge, verließ die Universität aber ohne Abschluss. Er ging 1898 in den Diplomatischen Dienst, den er 1904 wieder verließ.
Baring arbeitete als Reporter bei der Londoner Morning Post und berichtete für die Zeitung aus Russland vom Russisch-Japanischen Krieg; später arbeitete er für die Times. Bei Ausbruch des Ersten Weltkrieges ging er zum Royal Flying Corps und wurde 1918 Offizier in der Royal Air Force.
Baring veröffentlichte 1903 seine ersten Gedichte in einem Band mit dem Titel The Black Prince and Other Poems. Er machte sich aber nicht nur als Lyriker einen Namen, sondern wurde nach dem Ende des Ersten Weltkrieges auch ein erfolgreicher Dramatiker und schrieb Novellen und arbeitete als Übersetzer. Baring war mit G. K. Chesterton und Hilaire Belloc befreundet. Edward Marsh nahm ihn in seine Sammlung Georgian Poetry 1916 – 17 (1917) auf.